# Пурго
Пурго (рус. пурга, од карел. purgu; фин. purku) је врста ветра који дува на подручју Сибира. Ово је хладан ветар из правца североистока и најчешће доноси снежно време.